# Beatriz Ferrer-Salat
Beatriz Ferrer-Salat Serra de Migui (Barcellona, 11 marzo 1966) è una cavallerizza spagnola.

## Palmarès
- Giochi olimpici

Atene 2004: argento nel dressage a squadre, bronzo nel dressage individuale.
- Mondiali - Dressage

Jerez de la Frontera 2002: argento nel dressage individuale, bronzo nel dressage a squadre.
- Europei - Dressage

Hickstead 2003: argento nel dressage a squadre, bronzo nel dressage individuale.
Hagen 2005: bronzo nel dressage a squadre.
Aquisgrana 2015: bronzo nel dressage freestyle.